# Camí dels Obacs de Cal Tonillo
El jaciment arqueològic del camí dels Obacs de Cal Tonillo, està situat al municipi de Peramola, a l'Alt Urgell.

## Descripció
Es troba en bon estat. Pertany al Paleolític inferior Arcaic, amb algunes peces més evolucionades. La cronologia s'ha establert entre -600000 i -120000. Considerat zona urbana, es troba afectat per una pista forestal. Està tipificat com lloc d'habitació.
Fa uns vint anys es localitzaren dos choopers. La remoció de terres afectà una de les terrasses quaternàries del Segre, concretament la del Niudel.